# Mashle
Mashle (jap.: マッシュル-MASHLE- Masshuru) ist eine japanische Manga-Serie, geschrieben und illustriert von Hajime Kōmoto. Sie wurde von Januar 2020 bis Juli 2023 in Shūeishas Weekly Shōnen Jump-Magazin veröffentlicht. Eine Adaption als Anime-Fernsehserie von A-1 Pictures wurde ab April 2023 ausgestrahlt. Die Action-Komödie erzählt vom Kampf eines magielosen, aber körperlich starken Jugendlichen in einer Welt voller Magier.

## Inhalt
Mash Burnedead lebt in einer magischen Welt, in der die Position eines Individuums innerhalb der Gesellschaft durch deren Macht und Geschick mit Magie definiert wird. Doch der Jugendliche ist ohne jegliche magische Fähigkeiten aufgewachsen. Damit er deswegen nicht eingesperrt wird, lebt sein Adoptivvater Regro mit ihm versteckt in einer Hütte im Wald und trainiert ihn in Kampfkünsten – und mehr noch ist der naive Mash, der von der Gefahr nichts ahnt, selbst ganz begeistert davon und trainiert fleißig aus eigenem Antrieb. Doch eines Tages fliegt er auf. Auch wenn er die Polizei mit reiner Muskelkraft besiegen kann, will er lieber ein friedliches Leben führen. So wird er auf die Magieschule geschickt, um ein Gottesseher (神覚者 Shinkakusha) zu werden, wie die besten Schüler eines Jahrgangs genannt werden. Mit dieser Stellung könnte er sich seiner Benachteiligung als Magieloser widersetzen. Doch dafür muss er sich an der Easton Magic Academy ganz ohne magisches Talent durchsetzen. Er ist dazu fest entschlossen und bringt die Aufnahmeprüfung allein mit seiner Muskelkraft spielend hinter sich. Dabei lernt er die Schülerin Lemon Irvine kennen, die sich in seine Kraft und Gutmütigkeit verliebt.
Im Internat der Schule kommt Mash zusammen mit Finn Ames in ein Zimmer. Der will am Liebsten ein möglichst ruhiges Schulleben verbringen und ist vom ungewöhnlichen Mash daher zunächst nicht begeistert. Doch nachdem Mash ihn vor Mobbern beschützt, werden die beiden enge Freunde. Auch mit dem bei den Mädchen beliebten Schönling Lance Crown freundet sich Mash an, nachdem er einen Kampf gegen ihn austragen musste. Lance hat heimlich ein ähnliches Ziel wie Mash: Er will Gottesseher werden, um seine Schwester zu beschützen, deren magischen Kräfte zu verschwinden drohen. Beim ersten schulischen Wettkampf, bei dem es auch um das Verdienen von Münzen geht, mit denen der Gottesseher am Ende des Jahres bestimmt wird, kommt der heißblütige Dot Barrett in die Freundesgruppe hinzu. Auch lernt Mash das mit seinem Haus Adler konkurrierende Haus Láng besser kennen, deren Mitglieder keine Mittel scheuen. Mash kann eine Goldmünze gewinnen. Aber so gerät er bald mit den mächtigsten Magiern des Hauses Láng in Konflikt: den Magia Lupus um Abel Walker. Sie rauben anderen Schülern ihre Kräfte, bis es auch Lemon erwischt. Um ihr zu helfen, stellen sich Mash und seine Freunde den Magia Lupus. Deren Ziel ist es, alle schwächeren Magier und vor allem die Magielosen noch mehr zu unterdrücken und als starke Magier uneingeschränkt über die anderen zu herrschen. Trotz deren starker Magie kann Mash sich allein mit seiner Muskelkraft und waffenlosen Kampfkunst durchsetzen und schließlich sogar Abel zu Fall bringen. Doch als Abel von einem Hintermann getötet werden soll, rettet Mash Abel und lässt ihn seine Weltsicht überdenken.

## Veröffentlichung
Mashle startete am 27. Januar 2020 in Shūeishas Magazin Shūkan Shōnen Jump. Am 3. Juli 2023 wurde die Serie im Magazin abgeschlossen. Der Verlag hat die Kapitel auch in 18 Tankōbon-Bänden gesammelt herausgebracht. Der erste Band wurde am 4. Juni 2020 veröffentlicht, der letzte am 4. Oktober 2023.
Eine deutsche Übersetzung von Katrin Stamm wurde von August 2022 bis Juli 2025 komplett bei Carlsen Manga herausgegeben. Eine englische Fassung erscheint bei Viz Media, eine spanische bei Editorial Ivréa in Argentinien und bei Norma Editorial in Spanien sowie eine italienische bei Edizioni Star Comics. In Polen wird der Manga von Studio JG veröffentlicht.

## Anime
Eine Adaption als Anime-Fernsehserie wurde im Juli 2022 angekündigt. Die Serie wurde von A-1 Pictures produziert und von Tomoya Tanaka inszeniert, mit Drehbüchern von Yōsuke Kuroda und Charakterdesigns von Hisashi Higashijima. Die künstlerische Leitung lag bei Yusa Ito. Für den Ton war Satoshi Motoyama verantwortlich, für die Computeranimationen Daisuke Fukuda und für die Kameraführung Akihito Suzuki.
Die zwölf Folgen mit je 23 Minuten Laufzeit wurden vom 7. April bis 28. Juli 2023 von den Sendern Tokyo MX, GTV, GYT und BS11 ausgestrahlt. Die Plattform Crunchyroll veröffentlichte den Anime zeitgleich international per Streaming, unter anderem mit Synchronisation in Deutsch, Spanisch, Französisch und Englisch sowie Untertiteln in diversen Sprachen.

### Synchronisation
Die deutsche Synchronfassung entstand bei Lylo Media Group unter der Regie von Reinhold Kospach und Antje von der Ahe nach einem Dialogbuch von Tom Knoll.
| Rolle          | Japanische Stimme (Seiyū) | Deutsche Stimme |
| -------------- | ------------------------- | --------------- |
| Mash Burnedead | Chiaki Kobayashi          | Jan Makino      |
| Erzähler       | Hiroaki Hirata            | Andree Solvik   |
| Finn Ames      | Reiji Kawashima           | David Kunze     |
| Lemon Irvine   | Reina Ueda                | Derya Flechtner |
| Lance Crown    | Kaito Ishikawa            | David Brizzi    |
| Dot Barrett    | Takuya Eguchi             | Tim Knauer      |
| Abel Walker    | Yūichirō Umehara          | Luca Kämmer     |

### Musik
Die Musik der Serie stammt von Masaru Yokoyama. Das Vorspannlied ist Knock Out von Taiiku Okazaki und für den Abspann verwendete man Creampuff Funk von Philosophy no Dance. Das Lied in der Vorspannsequenz zur zweiten Staffel heißt Bling-Bang-Bang-Born und wurde vom japanischen Hip-Hop-Duo Creepy Nuts gesungen.